# Playa de Trebeluja
Playa de Trebeluja är en strand i Spanien.   Den ligger i regionen Balearerna, i den östra delen av landet, 700 km öster om huvudstaden Madrid.